# Булычёво (Московская область)
Булычёво — деревня в Чеховском районе Московской области, в составе муниципального образования сельское поселение Стремиловское (до 28 февраля 2005 года входила в состав Стремиловского сельского округа), деревня связана автобусным сообщением с райцентром и соседними населёнными пунктами.

## Население
| 2002 | 2006 | 2010 |
| ---- | ---- | ---- |
| 5    | ↗7   | ↗40  |

## География
Булычёво расположено примерно в 15 км на юго-запад от Чехова, на суходоле, высота центра деревни над уровнем моря — 191 м. На 2016 год в Булычёве зарегистрировано 2 садоводческих товарищества.